# Hulu
Hulu – amerykańska telewizja internetowa, oferująca dostęp do filmów i seriali poprzez media strumieniowe.
Wersja beta serwisu została uruchomiona w październiku 2007.